# 韓瑗
韓瑗（606年—659年），字伯玉，京兆三原（今陕西省三原县）人。

## 生平
曾祖韩褒是北周少保、三水贞公，祖父韓继伯是隋朝卫尉少卿、金崖县开国公。父亲韩仲良是唐朝刑部尚书、颍川定公，韩瑗继承了颍川县公的爵位。
韩瑗少年有节操，博学有吏才，后来在贞观年間，累官兵部侍郎，後袭父爵為颍川公。永徽三年（652年），唐太宗的儿子唐高宗李治任命韩瑗为門下省的副长官黃門侍郎，同中書門下三品，监修国史。654年，加封銀青光祿大夫。655年，他成为門下省的长官侍中，兼太子（唐高宗的太子李忠）宾客。
当时，唐高宗想废黜王皇后，立自己宠爱的武昭仪（武则天）为皇后，韓瑗反對。655年，唐高宗将武昭仪从九嫔之一的昭儀升为仅次于皇后的宸妃，当时韩瑗和来济阻止皇帝：“宸妃古无此号，事将不可。”唐高宗因此没有施行。武昭仪指控王皇后和她的母亲柳氏用巫蛊之术诅咒皇帝。唐高宗开始召集宰相讨论废立皇后的事。司空李勣没有参与。（后来唐高宗亲自上门拜访，李勣说这是皇帝的家事，不需要问外人）。会议上，唐高宗的舅舅长孙无忌虽然没有表态，但他支持褚遂良的意见。在会议紧张的气氛中，于志宁没敢说话。韩瑗之後痛哭上书：
匹夫匹妇，犹相选择，况天子乎！皇后母仪万国，善恶由之，故嫫母辅佐黄帝，妲己倾覆殷王，《诗》云：‘赫赫宗周，褒姒灭之。’每览前古，常兴叹息，不谓今日尘黩圣代。作而不法，后嗣何观！愿陛下详之，无为后人所笑！使臣有以益国，菹醢之戮，臣之分也！昔吴王不用子胥之言而麋鹿游于姑苏。臣恐海内失望，棘荆生于阙庭，宗庙不血食，期有日矣！
皇后是陛下在籓府时先帝所娶，今无愆过，欲行废黜，四海之士，谁不惕然？且国家屡有废立，非长久之术。愿陛下为社稷大计，无以臣愚，不垂采察。
唐高宗不听，将褚遂良贬到潭州（今湖南长沙），於年底废黜王皇后，立武昭仪为皇后（不久，王皇后与萧淑妃被武后残酷杀害）。
武后被册封后的第一件事就是表彰韩瑗、来济，说他们虽然表示反对自己为皇后，但还是忠于国家的表现。韩瑗、来济不敢接受，并且屡次向皇帝辞职，但是高宗皇帝没有同意。
656年，韩瑗为褚遂良求情，说褚遂良忠心辅佐唐太宗、唐高宗父子：
古之圣王，立谏鼓，设谤木，冀欲闻逆耳之言，甘苦口之议，发扬大化，裨益洪猷，垂令誉于将来，播休声于不朽者也。伏见诏书以褚遂良为潭州都督，臣夙夜思之，用增感激。臣识惭知远，业谢通经，载抚愚情，诚为未可。遂良运偶升平，道昭前烈，束发从宦，方淹累稔。趋侍陛下，俄历岁年，不闻涓滴之愆，常睹勤劳之效。竭忠诚于早岁，罄直道于兹年。体国忘家，捐身徇物，风霜其操，铁石其心。诚可重于皇明，讵专方于曩昔？且先帝纳之于帷幄，寄之以心膂，德逾水石，义冠舟车，公家之利，言无不可。及缠悲四海，遏密八音，竭忠国家，亲承顾托，一德无二，千古懔然。此不待臣言，陛下备知之矣。臣尝有此心，未敢闻奏。且万姓失业，旰食忘劳；一物不安，纳隍轸虑，在于微细，宁得过差。况社稷之旧臣，陛下之贤佐，无闻罪状，斥去朝廷，内外氓黎，咸嗟举措。观其近日言事，披诚恳切，讵肯后陛下之德，异于尧、舜；惧陛下之过，尘于史册。而乃深遭厚谤，重负丑言，可以痛志士之心，损陛下之明也。臣闻晋武弘裕，不贻刘毅之诛；汉祖深仁，无恚周昌之直。而遂良被迁，已经寒暑，违忤陛下，其罚塞焉。伏愿缅鉴无辜，稍宽非罪，俯矜微款，以顺人情。
唐高宗对韩瑗说：“遂良之情，朕亦知之矣。然其悖戾犯上，以此责之，朕岂有过，卿言何若是之深也！”韩瑗回答：“遂良可谓社稷忠臣，臣恐以谀佞之辈，苍蝇点白，损陷忠贞。昔微子去之而殷国以亡，张华不死而纲纪不乱，国之欲谢，善人其衰。今陛下富有四海，八纮清泰，忽驱逐旧臣，而不垂省察乎！伏愿违彼覆车，以收往过，垂劝诫于事君，则群生幸甚。”唐高宗不纳其言。韩瑗因言不得用，忧愤上表，请归田里，唐高宗不许。
显庆二年（657年），许敬宗、李义府诬告韩瑗与在桂州（今广西桂林）做都督的褚遂良圖謀不轨，唐高宗贬韩瑗为振州（今海南省三亞市）刺史。终身不许回京。褚遂良贬到爱州，柳奭贬到象州。
659年，许敬宗诬陷长孙无忌与韩瑗、柳奭、褚遂良谋反。长孙无忌被逼自杀，褚遂良死于658年，这时除去了他的所有官职爵位。韩瑗、柳奭被命令处死。在命令下达以前，韩瑗已经死在振州。行刑官命人开棺验尸，之後返回长安。家产被籍没，家族子孫發配岭南之海南島。
705年，武则天死后，她的儿子唐中宗执行了她的遗命，赦免了褚遂良、韩瑗、柳奭和他们的家族。
韩瑗娶长孙无忌族兄弟长孙诠的姐姐，有子韩纯臣。曾孙宣州司法袭颍川公韩希孟。韩希孟生楚州司马赠太子中允韩绎。韩绎生汴州封丘令韩憕。韩憕女韩统嫁湖州司仓吕宁。另有曾孫韓澄，官至尚書兵部郎中。韓澄從孫韓泰，唐元和官至漳州刺史。

## 延伸阅读
[在维基数据编辑]
 在维基文库阅读此作者作品
 《舊唐書·卷80》，出自刘昫《舊唐書》
 《新唐書·卷105》，出自《新唐書》